# Хозяин (биология)
Хозя́ин — организм, содержащий внутри вируса, паразита или симбиотического партнёра, обычно обеспечивая его питанием и убежищем. Например, клетка может быть хозяином для вируса, растение семейства бобовых может быть хозяином для полезной бактерии-диазотрофа, животное может быть хозяином для паразитического червя — нематоды.
Первичным хозяином или окончательным хозяином называется хозяин, в котором паразит или симбионт вырастает до зрелости; вторичным или промежуточным хозяином называется хозяин, который предоставляет среду обитания паразиту или симбионту только в течение короткого периода. Для трипаносом, возбудителей трипаносомозов, человек — окончательный хозяин, а муха цеце — промежуточный.
Ряд хозяев или специфичность к хозяевам — набор хозяев, который организм может использовать как партнёр. В случае паразитов человека, специфичность к хозяевам влияет на эпидемиологию паразита или болезни. Например, возникновение антигенных сдвигов у вируса гриппа приводит к возможности заражения свиней вирусом других хозяев (например, человека и птиц). Такая ко-инфекция обеспечивает возможность для смешивания вирусных генов между существующими штаммами, приводя к образованию новых вирусных штаммов, достаточно отличных, чтобы вакцина против одного штамма не действовала против другого.
Также существуют резервуарные хозяева, позвоночные животные, которые обеспечивают патогену как виду возможность непрерывного существования. Членистоногие хозяева, которые передают паразитирующий организм от одного хозяина к другому, называются переносчиками.